# جغدر بايين (سياهو)
جغدر بایین (بالفارسية: جغدر پایین) هي قرية تقع في إيران في قسم سیاهو الريفي. يقدر عدد سكانها بـ 62 نسمة .